# Eesti Laul 2020
A 2020-as Eesti Laul egy észt zenei verseny, melynek keretén belül a közönség és a zsűri kiválasztja, hogy ki képviselje Észtországot a 2020-as Eurovíziós Dalfesztiválon, Rotterdamban. A 2020-as Eesti Laul lesz a tizenegyedik észt nemzeti döntő ezen a néven.
Az élő műsorsorozatba ezúttal is huszonnégy dal fog versenyezni az Eurovíziós Dalfesztiválra való kijutásért. A sorozat ismét háromfordulós lesz; a két elődöntőt február 13-án és február 15-én, és egy döntőt, február 29-én, rendeznek. Az adások alatt a közönség és a nemzetközi zsűri dönt a végeredményt illetően.

## Helyszín
Az elődöntők helyszínéül a Tartui Egyetem sportcsarnoka szolgált, míg a döntőt a 2016-os verseny óta a fővárosban, a tallini Saku Suurhallban rendezik meg. Érdekesség, hogy a 2002-es Eurovíziós Dalfesztivál helyszínéül is ez a helyszín szolgált.
| Észtország Tallinn Tartu |

## A résztvevők
Az ETV 2019. november 13-án és november 14-én jelentette be az élő műsorsorozatba jutottak névsorát. A versenyre összesen 178 pályamű érkezett. A résztvevők dalait november utolsó napján tették közzé a dalverseny hivatalos oldalán.
| Előadó                      | Dal                    | Nyelv | Zene / Szöveg                                                           |
| --------------------------- | ---------------------- | ----- | ----------------------------------------------------------------------- |
| Anett x Fredi               | Write About Me         | angol | Frederik Küüts, Anett Kulbin                                            |
| Egert Milder                | Georgia (On My Mind)   | angol | Kaspar Kalluste, Matteo Capreoli, Egert Milder                          |
| German & Violina            | Heart Winder           | angol | Timo Vendt, Ebbe Ravn, Carine-Jessica Kostla, Liis-Marii Vendt          |
| Inga                        | Right Time             | angol | Peter Põder, Allan Kasuk, Raul Krebs, Inga Tislar                       |
| Inger                       | Only Dream             | angol | Inger Fridolin, Karl-Ander Reismann                                     |
| Jaagup Tuisk                | Beautiful Life         | angol | Jaagup Tuisk                                                            |
| Janet                       | Hingelind              | észt  | Marek Rosenberg, Lauri Lembinen, Kadri Lepik, Janet Vavilov             |
| Jennifer Cohen              | Ping Pong              | angol | Jennifer Cohen, Luisa Lõhmus                                            |
| Kruuv                       | Leelo                  | észt  | Allan Kasuk                                                             |
| Laura                       | Break Me               | angol | Janne Hyöty, Jessica Hyöty, Laura Põldvere                              |
| Little Mess                 | Without a Reason       | angol | Ebbe Ravn, Timo Vendt, Mihkel Mattisen, Tanja Mihhailova-Saar           |
| Mariliis Jõgeva             | Unistustes             | észt  | Mariliis Jõgeva, Oliver Mazurtšak                                       |
| Merilin Mälk                | Miljon sammu           | észt  | Jonas Olsson, Teemu Jokinen, Jana Hallas, Merilin Mälk                  |
| Rasmus Rändvee              | Young                  | angol | Karl-Ander Reismann, Rasmus Rändvee                                     |
| Renate                      | Videomäng              | észt  | Renate Saluste                                                          |
| Revals                      | Kirjutan romaani       | észt  | Jaanus Saago                                                            |
| Shira                       | Out in Space           | angol | SHIRA, Karl-Ander Reismann                                              |
| Stefan                      | By My Side             | angol | Karl-Ander Reismann, Stefan Airapetján                                  |
| Synne Valtri feat. Väliharf | Majakad                | észt  | Synne Valtri, Jaanus Viskar, Toomas Laur, Gert Gregor Källo, Aapo Ilves |
| Traffic                     | Üks kord veel          | észt  | Victor Crone, Fred Krieger [et], Vallo Kikas, Stig Rästa                |
| Uudo Sepp                   | I'm Sorry. I Messed Up | angol | Andrei Zevakin                                                          |
| Uku Suviste                 | What Love Is           | angol | Uku Suviste, Sharon Vaughn                                              |
| Viinerid                    | Kapa Kohi-LA           | észt  | Peter Põder, Hardo Hansar, Martti Kask                                  |
| Ziggy Wild                  | Lean on Me             | angol | Laura Prits, Valdur Viiklepp, Sander Nõmmistu, Henri-Hannes Sell        |

## Elődöntők

### Első elődöntő
Az első elődöntőt február 13-án rendezte az ETV tizenkettő előadó részvételével Tartuban. A végeredményt a zsűri és a nézők szavazatai alakították ki. Az est folyamán extra produkciót adott elő Ines és az 5MIINUS nevű rap együttes.
| #  | Előadó                      | Dal                  | Első kör | Első kör | Első kör | Első kör | Első kör | Első kör | Második kör | Második kör    |
| #  | Előadó                      | Dal                  | Zsűrik   | Zsűrik   | Nézők    | Nézők    | Összesen | Helyezés | Összesen    | Eredmény       |
| -- | --------------------------- | -------------------- | -------- | -------- | -------- | -------- | -------- | -------- | ----------- | -------------- |
| 01 | Rasmus Rändvee              | Young                |          |          |          |          |          | –        | –           | Továbbjutott   |
| 02 | Kruuv                       | Leelo                |          |          |          |          |          |          |             | Kiestek        |
| 03 | Stefan                      | By My Side           |          |          |          |          |          |          |             | Továbbjutott   |
| 04 | INGA                        | Right Time           |          |          |          |          |          |          |             | Kiesett        |
| 05 | Anett x Fredi               | Write About Me       |          |          |          |          |          | –        | –           | Továbbjutottak |
| 06 | Revals                      | Kirjutan romaani     |          |          |          |          |          |          |             | Kiestek        |
| 07 | Renate                      | Videomäng            |          |          |          |          |          |          |             | Kiesett        |
| 08 | Laura                       | Break Me             |          |          |          |          |          |          |             | Továbbjutott   |
| 09 | Little Mess                 | Without a Reason     |          |          |          |          |          |          |             | Kiesett        |
| 10 | Egert Milder                | Georgia (On My Mind) |          |          |          |          |          | –        | –           | Továbbjutott   |
| 11 | Jennifer Cohen              | Ping Pong            |          |          |          |          |          |          |             | Kiesett        |
| 12 | Synne Valtri feat. Väliharf | Majakad              |          |          |          |          |          | –        | –           | Továbbjutott   |

### Második elődöntő
A második elődöntőt február 15-én rendezte az ETV tizenkettő előadó részvételével Tartuban. A végeredményt a zsűri és a nézők szavazatai alakították ki. Az est folyamán extra produkciót adott elő a Black Velvet nevű együttes és Sven Lõhmus.
| #  | Előadó           | Dal                    | Első kör | Első kör | Első kör | Első kör | Első kör | Első kör | Második kör | Második kör    |
| #  | Előadó           | Dal                    | Zsűrik   | Zsűrik   | Nézők    | Nézők    | Összesen | Helyezés | Összesen    | Eredmény       |
| -- | ---------------- | ---------------------- | -------- | -------- | -------- | -------- | -------- | -------- | ----------- | -------------- |
| 01 | Viinerid         | Kapa Kohi-LA           |          |          |          |          |          |          |             | Kiestek        |
| 02 | Janet            | Hingelind              |          |          |          |          |          |          |             | Kiesett        |
| 03 | Uku Suviste      | What Love Is           |          |          |          |          |          | –        | –           | Továbbjutott   |
| 04 | Inger            | Only Dream             |          |          |          |          |          | –        | –           | Továbbjutott   |
| 05 | Merilin Mälk     | Miljon sammu           |          |          |          |          |          |          |             | Kiesett        |
| 06 | German & Violina | Heart Winder           |          |          |          |          |          |          |             | Kiestek        |
| 07 | Jaagup Tuisk     | Beautiful Lie          |          |          |          |          |          | –        | –           | Továbbjutott   |
| 08 | Ziggy Wild       | Lean on Me             |          |          |          |          |          |          |             | Kiestek        |
| 09 | Uudo Sepp        | I'm Sorry. I Messed Up |          |          |          |          |          |          |             | Továbbjutott   |
| 10 | Traffic          | Üks kord veel          |          |          |          |          |          | –        | –           | Továbbjutottak |
| 11 | SHIRA            | Out in Space           |          |          |          |          |          |          |             | Továbbjutott   |
| 12 | Mariliis Jõgeva  | Unistustes             |          |          |          |          |          |          |             | Kiesett        |

## Döntő
A döntőt február 29-én rendezik tizenkét előadó részvételével Tallinnban. A végeredményt a zsűrik és a nézők szavazatai alakítják ki. Az est folyamán extra produkciót fog előadni Ines, a 2000-es Eurovíziós Dalfesztivál negyedik helyezettje.
| #  | Előadó                      | Dal                    | Zsűrik | Zsűrik | Nézők | Nézők | Összesen | Helyezés |
| -- | --------------------------- | ---------------------- | ------ | ------ | ----- | ----- | -------- | -------- |
| 01 | Inger                       | Only Dream             |        |        |       |       |          |          |
| 02 | Rasmus Rändvee              | Young                  |        |        |       |       |          |          |
| 03 | Stefan                      | By My Side             |        |        |       |       |          |          |
| 04 | Synne Valtri feat. Väliharf | Majakad                |        |        |       |       |          |          |
| 05 | Uudo Sepp                   | I'm Sorry. I Messed Up |        |        |       |       |          |          |
| 06 | Uku Suviste                 | What Love Is           |        |        |       |       |          |          |
| 07 | SHIRA                       | Out in Space           |        |        |       |       |          |          |
| 08 | Anett x Fredi               | Write About Me         |        |        |       |       |          |          |
| 09 | Jaagup Tuisk                | Beautiful Lie          |        |        |       |       |          |          |
| 10 | Traffic                     | Üks kord veel          |        |        |       |       |          |          |
| 11 | Egert Milder                | Georgia (On My Mind)   |        |        |       |       |          |          |
| 12 | Laura                       | Break Me               |        |        |       |       |          |          |

## Az Eurovíziós Dalfesztiválon
Észtországnak 2020-ban is részt kell vennie az elődöntőben. 2020. január 28-án osztották fel a résztvevő országokat az elődöntőkbe, az észt előadó a második elődöntő első felében léphet a színpadra.